# Guardianes del crepúsculo
Guardianes del crepúsculo (Сумеречный Дозор en ruso, transl. Sumerechniy Dozor) es una novela literaria de fantasía del escritor Sergei Lukyanenko. La novela es el tercer libro de la pentalogía «Guardianes», precedido por Guardianes de la noche y Guardianes del día, y seguido por Los últimos guardianes y Nuevos guardianes.

## Trasfondo
Los Otros (Inoi) son un grupo de gente que a diferencia del resto de los humanos, tienen poderes sobrenaturales con los que son capaces de internarse en el crepúsculo, un mundo oscuro con sombras que existe paralelo al nuestro. Existen dos bandos: los Oscuros, los cuales crearon la Guardia diurna para vigilar que los Luminosos cumplan con lo pactado en una tregua, a su vez, los luminosos crearon la Guardia nocturna con el mismo objetivo.
Para vigilarse mutuamente, ambas guardias cuentan con la Inquisición, una sociedad neutral que salvaguarda el equilibrio entre ambas guardias.

## Estructura interna
Al igual que en las dos primeras novelas, Guardianes del crepúsculo está dividida en tres historias: Tiempos de nadie, Espacio de nadie y La fuerza ajena. Cada una viene con un prólogo, seguido de siete episodios numerados y un epílogo.
A excepción de los prólogos, los eventos de cada historia está redactado en primera persona (desde el punto de vista de Anton Gorodetskiy, miembro de la Guardia nocturna), mientras que los prólogos están en tercera persona.
La novela está redactada en pretérito perfecto simple.

## Argumento

### Tiempos de nadie
Hesser le encomienda a Anton que vaya a investigar unas misteriosas cartas que llegan a ambas guardias y a la Inquisición. En las cartas, un gran mago de la luz promete convertir a un humano corriente en un Otro. Sin embargo, los demás Otros creen que técnicamente es imposible, puesto que el Otro encargado de la transformación se arriesga a ser neutralizado por alta traición.
Para empezar, Anton se traslada al Assol, un complejo lujoso de Moscú de donde procede el correo. Por otra parte, Zavulón envía a Kostya y la Inquisición a Vităeslav y a Edgar. Tras varias pesquisas, Anton descubre que el humano interesado en tales dones ha estado chantajeando al Otro, pero para sorpresa, descubre que se trata de un hombre de negocios de 60 años que resulta ser el hijo de Hesser.
Cuando los cuatro piden explicaciones a Hesser, este admite haber tenido un hijo, pero niega saber que estaba vivo. Tras descubrir que se trata de un Otro potencial, el líder de la Guardia Nocturna reclama el derecho de iniciarle.

### Espacio de nadie
Tras el trabajo del Assol, Anton decide pasar las vacaciones con Sveta (la cual abandonó la Guardia) y con su hija: Nadya en una casa de campo. Svetlana aprovecha para comentarle un extraño incidente ocurrido hace unos días: dos niños fueron acorralados en el bosque por unos lobos cuando paseaban por la noche hasta que una mujer (considerada "bruja" por uno de los niños) que vive en la zona hizo frente a los canes y ayudó a los pequeños a salir del bosque. Lo sorprendente del caso para Anton es que uno de los niños era tartamudo hasta que llegó a casa sano y salvo, lo que le hace pensar que la mujer se trata de una bruja no iniciada que realizó una obra ilegal, pero las sospechas se confirman cuando va a hablar con la niña (una de las que se perdió en el bosque) y esta le cuenta que tras el encuentro con los lobos, la mujer les llevó a su casa en el que había un libro llamado Fuaran.
Anton a duras penas cree el relato de la joven, puesto que se trata de un libro legendario y muy poderoso del que se cree que se perdió hace siglos o que jamás halla existido. El libro fue escrito por una antigua hechicera llamada Fuaran y contiene un conjuro capaz de convertir a un humano en un Otro.
Tras descubrir el escondrijo de la bruja, cuyo nombre es Arina, resulta tener el grado de primera categoría o el superior. Al echar un vistazo al libro descubre que en el material se habla de como alimentar la energía de los Otros. Según el libro la temperatura media mágica a nivel mundial es de 36,5º al igual que el los humanos, mientras que la de los otros es menor. La baja temperatura corporal de los Otros les obliga a absorber la energía de todos aquellos que les rodean y que a medida que tienen más poder, más baja es la temperatura por lo que un Otro sin límite, puede ser el cero absoluto. Después de hablar con Svetlana, descubre que Nadya tiene esa categoría
Edgar, uno de los inquisidores, le explica que Arina estuvo buscada durante mucho tiempo por sabotaje: en los años 20, Arina tuvo un papel importante en la Guardia cuando estaban experimentando la creación de un estado socialista perfecto mediante la elaboración de un pan que fue envenenado con una poción para que todo aquel que comiera, se sublevara contra el nuevo gobierno al que consideraba totalitario. Edgar también añade que sus actos estuvieron a punto de extinguir a los Otros, mientras que Arina decidió hibernar.
Al ver que estos la estaban cercando, Arina desciende hasta el cuarto nivel del crepúsculo desde donde consigue escapar. Tras regresar al mundo ordinario, Edgar y Anton deciden olvidarse momentáneamente de su objetivo e instalar cercos por la zona.
Una vez en casa, Sveta y Anton descubren que la madre de esta ha estado paseando por el bosque y que ha dejado a su hija con una "vieja amiga". No tardan en descubrir que esa "amiga" es Arina que ha tomado a Nadya como rehén. Arina les propone un trato: si la ayudan a escapar del cerco montado por las Guardias y la Inquisición, les devolverá a la niña.
Para dar con el paradero de Nadya, Sveta envía varias señales, pero no descubre nada, sin embargo se topa con los hombres lobos formado por un padre de unos 20 años y sus tres hijos, los cuales conocen el paradero de Arina y se comprometen a ayudarles al mismo tiempo que se disculpan por haber asustado a los pequeños de antes.
Tras dar con ella, comienza una batalla en la que consiguen rescatar a Nadya sin que se produzca ninguna baja. Sveta, que ha sido capaz dedescender al quinto nivel por la sombra de Arina la obliga a no hacer ningún mal a ninguna persona u Otro a menos que sea en defensa propia.

### La fuerza ajena
Anton regresa a la sede de la Guardia en Moscú para hablar con Hesser cuando este recibe una llamada desde la casa de la bruja en la que Anton estuvo. Cuando regresa al lugar con su jefe, se reúnen con Kostya, Edgar, Zavulón y Svetlana, los cuales miran perplejos las cenizas de Vităeslav sin indicios de quien pudo matarlo, pero todo indica a que el autor del crimen es superior a todos los presentes, incluyendo la víctima.
En un principio, las sospechas caen sobre Arina, pero queda descartada cuando descubren que el Fuaran ha desaparecido. Edgar afirma que Vităeslav le llamó para comunicarle que había dado con el manual original, sin embargo, Kostya no estaba convencido de que el libro fuera falso y se unió al desafortunado vampiro. 
Mientras la Inquisición y las Guardias buscan al autor y el libro, que aparentemente funciona con una mezcla de sangre de doce donantes. Estos cogen un tren con dirección a Baikonur mediante una brújula que sirve de indicador de donde se muestra el asesino, aunque en todo momento indica que está más cerca de lo que creen hasta que descubren que Kostya es el traidor que trata de convertir a la humanidad en Otros y por lo tanto, el asesino de Vităeslav y el ladrón del Fuarán. Tras un enfrentamiento, consigue escapar del ferrocarril y sale volando hacía la cosmódromo de Baikonur en el que planea quitarle el puesto a un turista espacial sin saber que su objetivo puede ser vano.
Una vez Anton llega al complejo espacial, descubre que Kostya ha sometido al turista y a los empleados bajo su control mental y no duda en demostrar la capacidad del Fuaran para convertir a cualquier humano en Otro. Los planes de Kostya son subir al transbordador y leer el conjuro mirando a la órbita de la Tierra, sin embargo, no cuenta con que en el espacio, al no haber materia, no hay energía y es incapaz de invocar a la magia por lo que permanece atrapado en el espacio sin posibilidades de regresar a la Tierra.
Con la posible muerte del joven vampiro y los Otros anteriores, la Guardia Diurna se queda con un solo gran Otro (Zavulón) mientras que la Nocturna permanece con cuatro (Hesser, Olga, Sveta y Anton).